# 2. česká fotbalová liga 1999/2000
Tento článek vypovídá o 2. nejvyšší fotbalové soutěži v Česku – o jejím sedmém ročníku. O ročníku 1999/00.
| Poř. | Tým                         | Z  | V  | R  | P  | VG | OG | B  |
| ---- | --------------------------- | -- | -- | -- | -- | -- | -- | -- |
| 1.   | FC SYNOT                    | 30 | 24 | 4  | 2  | 76 | 29 | 76 |
| 2.   | FC Viktoria Plzeň           | 30 | 17 | 8  | 5  | 50 | 22 | 59 |
| 3.   | SK Baník Ratíškovice        | 30 | 14 | 9  | 7  | 48 | 33 | 51 |
| 4.   | FC MUS Most 1996            | 30 | 10 | 15 | 5  | 43 | 32 | 45 |
| 5.   | FC NH Ostrava               | 30 | 11 | 10 | 9  | 46 | 39 | 43 |
| 6.   | AFK Atlantic Lázně Bohdaneč | 30 | 11 | 10 | 9  | 36 | 33 | 43 |
| 7.   | SK Spolana Neratovice       | 30 | 12 | 6  | 12 | 42 | 45 | 42 |
| 8.   | FK Svit Zlín                | 30 | 10 | 11 | 9  | 44 | 33 | 41 |
| 9.   | SK Xaverov Praha            | 30 | 10 | 7  | 13 | 34 | 41 | 37 |
| 10.  | SK Železárny Třinec         | 30 | 9  | 10 | 11 | 39 | 60 | 37 |
| 11.  | FC Karviná                  | 30 | 8  | 9  | 13 | 44 | 48 | 33 |
| 12.  | SK LeRK Prostějov           | 30 | 8  | 9  | 13 | 39 | 47 | 33 |
| 13.  | FK Mladá Boleslav           | 30 | 7  | 12 | 11 | 31 | 40 | 33 |
| 14.  | FC Vítkovice                | 30 | 7  | 12 | 11 | 23 | 38 | 33 |
| 15.  | SK Tatran Poštorná          | 30 | 5  | 10 | 15 | 30 | 47 | 25 |
| 16.  | FK VP Frýdek-Místek         | 30 | 4  | 4  | 22 | 26 | 64 | 16 |

## Soupisky mužstev

### FC SYNOT
Martin Macko (8/0),
Miroslav Ondrůšek (23/0) –
Libor Bosák (27/6),
Libor Bužek (14/3),
Petr Faldyna (17/5),
Miroslav Hlahůlek (29/2),
Pavol Kopačka (24/0),
Jiří Kowalík (27/9),
Petr Lysáček (21/9),
Vladimír Malár (28/24),
Paty Mbany (2/0),
Jan Míl (16/0),
Pavel Němčický (27/1),
Libor Soldán (29/4),
Jan Trousil (23/1),
Tomáš Vajda (29/2),
Roman Veselý (26/6),
Petr Videman (4/0),
Jiří Vojtěšek (20/4),
Libor Zapletal (22/1) –
trenér František Komňacký, asistent Jaroslav Hastík

### FC Viktoria Plzeň
Jiří Hrubý (1/0),
Jiří Vosyka (29/0) –
Jiří Antoš (19/5),
Pavel Babka (25/0),
Zdeněk Bečka (23/5),
Libor Čihák (27/1),
Jaroslav Diepold (10/0),
Petr Hlavsa (6/0),
Aleš Jindra (26/8),
Petr Kašťák (14/5),
Vlastimil Kožíšek (1/0),
Ondřej Král (1/0),
Pavel Mejdr (3/0),
David Novák (8/1),
Tomáš Peteřík (8/3),
Lukáš Pleško (20/2),
Stanislav Purkart (15/0),
Miloš Slabý (28/1),
Libor Smetana (8/0),
Petr Smíšek (14/2),
Jaroslav Šedivec (25/2),
Radek Šelicha (25/7),
Marcel Švejdík (24/3),
Martin Švejnoha (9/0),
Pavel Volšík (9/0),
Luboš Zákostelský (29/9),
Ondřej Zapoměl (14/0) –
trenér Zdeněk Michálek, asistent Jan Fiala

### SK Baník Ratíškovice
Pavel Barcuch (29/0),
Pavel Líčeník (1/0) –
René Bábíček (30/1),
Radek Basta (8/2),
Richard Hrotek (29/3),
Michal Hýbner (20/0),
Aleš Chmelíček (20/2),
Jaroslav Janošek (2/0),
Miroslav Kaloč (27/2),
Petr Koplík (1/0),
Michal Kordula (17/0),
Dalibor Koštuřík (13/0),
Tomáš Kotásek (7/0),
Karel Kulyk (28/16),
Milan Kulyk (13/2),
Milan Macík (4/0),
Miroslav Oršula (12/1),
Tomáš Podrazil (1/0),
Pavel Svoboda (28/0),
Michal Šuráň (14/3),
Martin Švestka (15/2),
Pavel Toman (22/0),
Luděk Urbánek (27/1),
Pavel Zavadil (15/0),
Petr Zemánek (26/11) –
trenér Vlastimil Palička, asistent Jiří Dekař

### FC MUS Most
Michal Kýček (17/0),
Oldřich Meier (15/0) –
Martin Bárta (17/1),
Rostislav Broum (9/2),
Jiří Časko (25/3),
David Filinger (24/8),
Michal Fojtík (22/0),
Petr Johana (15/0),
Mário Kaišev (30/2),
Zdeněk Kotalík (2/0),
Jan Kyklhorn (9/2),
Lubomír Langer (24/6),
Pavel Medynský (13/0),
Michal Obrtlík (13/0),
Jan Procházka (14/0),
Zdeněk Rollinger (12/0),
Jan Saidl (5/0),
Stanislav Salač (9/0),
Václav Spal (19/1),
Jiří Štajner (17/9),
Kamil Štěpaník (12/3),
Ivan Václavík (27/2),
Michal Vašák (28/4),
Adrian Vizingr (8/0),
Jiří Vorlický (24/2) –
trenér František Adamíček, asistent Zdeněk Peclinovský

### FC NH Ostrava
Marek Čech (25/0),
Aleš Jurčík (2/0),
Tomáš Sedlák (3/0) –
Zdeněk Cieslar (26/1),
Zdeněk Hrňa (3/0),
Tomáš Hvolka (4/1),
Vladimír Chalupa (29/12),
Daniel Kaspřík (13/3),
Lubor Knapp (26/2),
Michael Kubík (15/3),
Miroslav Matula (7/1),
Petr Moučka (28/3),
Radek Opršal (6/1),
Zdeněk Pospěch (15/1),
Radim Sáblík (12/1),
Petr Sedlák (21/3),
Jan Stráněl (8/0),
Petr Strnadel (15/5),
Stanislav Stuchlík (26/1),
Martin Svintek (25/3),
Peter Špánik (15/3),
Martin Štverka (28/2),
Jiří Útrata (7/0),
Petr Vaculík (8/0),
Rostislav Vojáček (23/0) –
trenér Milan Albrecht, asistent Lubomír Knapp

### AFK Atlantic Lázně Bohdaneč
David Šimon (5/0),
Václav Winter (24/0) –
Lukáš Adam (27/2),
Aleš Bednář (12/1),
Petr Bílek (22/7),
Martin Danihelka (8/0),
Jaroslav David (26/1),
Roman Dobruský (26/0),
Radek Dolejský (5/0),
Jan Gruber (5/0),
Ondřej Herzán (27/4),
Jan Horák (1/0),
Tomáš Kalán (24/3),
Lukáš Killar (16/0),
Marek Kulič (3/2),
Jaroslav Mašek (11/1),
Michal Meduna (25/0),
Radek Mikan (12/1),
David Nehoda (7/2),
Pavel Němeček (1/0),
Roman Pavelka (8/0),
Richard Polák (3/0),
Petr Samek (15/1),
Jaroslav Schindler (13/0),
Roman Tlučhoř (12/0),
Martin Třasák (11/0),
Jiří Valta (27/7),
Adrian Vizingr (14/1),
Jiří Weisser (3/0) –
trenér Karel Krejčík, asistent Jaroslav Kratochvíl

### SK Spolana Neratovice
Tomáš Bárta (8/0),
Jan Četverik (7/0),
Jaroslav Karel (11/0),
Marek Láska (4/0) –
Jiří Bezpalec (25/1),
Aleš Deré (1/0),
Tomáš Fingerhut (9/0),
David Fukač (23/0),
Pavel Grznár (24/3),
Josef Hamouz (20/2),
Ondřej Houda (5/3),
Pavel Janeček (29/9),
Jindřich Jirásek (30/0),
Miroslav Jirka (5/0),
Petr Kašťák (14/0),
Tomáš Klinka (14/2),
Petr Majer (2/0),
Martin Matlocha (25/3),
Ondřej Prášil (25/0),
Petr Prokop (10/0),
Petr Průcha (11/0),
Milan Šafr (14/2),
Jan Šimek (1/0),
Jaroslav Škoda (27/3),
Marek Trval (10/1),
Antonín Valtr (25/2),
Jaroslav Vrábel (29/0) –
trenéři Michal Zach, asistent Luděk Kokoška

### FK Svit Zlín
Martin Lejsal (5/0),
Tomáš Lovásik (9/0),
Otakar Novák (14/0),
Přemysl Sebera (2/0) –
Zdeněk Beňo (13/1),
Radim Dobeš (9/0),
Roman Dobeš (25/2),
Roman Drga (1/0),
Michal Gottwald (15/3),
Michal Hlavňovský (27/4),
Milan Holík (24/2),
David Hubáček (30/0),
Tomáš Hübschman (6/0),
Jiří Jaroš (21/7),
Zdeněk Julina (3/0),
Petr Klhůfek (29/2),
Karel Klimek (5/0),
Zdeněk Kroča (1/0),
Josef Lukaštík (27/2),
Lukáš Matůš (4/0),
Petr Novosad (26/2),
Martin Rozhon (20/11),
Aleš Ryška (26/3),
Petr Slončík (11/4),
Jaroslav Švach (5/0),
Vlastimil Vidlička (25/0),
Peter Vlček (29/0) –
trenér Lubomír Jegla, asistent František Mikulička

### SC Xaverov Horní Počernice
Jiří Hrubý (14/0),
Jaroslav Karel (15/0),
Jaroslav Mašín (1/0),
Petr Víšek (2/0) –
Jan Barták (8/0),
Martin Dlouhý (2/0),
František Douděra (27/0),
Tibor Fülöp (15/0),
Stanislav Hejkal (9/0),
Petr Hlavsa (15/1),
Michal Hoffmann (14/2),
Zdeněk Houštecký (23/1),
David Jehlička (5/0),
Miroslav Jirka (22/11),
Zoran Jovanoski (20/1),
Stanislav Krejčík (11/1),
Jaroslav Ložek (23/1),
Pavel Lukáš (28/3),
David Lukeš (7/1),
Aleš Macela (1/0),
Martin Mašek (20/2),
Radek Miřatský (4/0),
Pavel Putík (19/5),
Josef Ringel (22/1),
Milan Šedivý (10/1),
Michal Šmíd (14/2),
Viktor Švestka (21/0),
Vít Turtenwald (14/1),
Štěpán Vachoušek (15/4) –
trenér Luboš Urban, asistent Milan Sova

### SK Železárny Třinec
Michal Kosmál (27/0),
Marek Mrozek (2/0),
Karel Serafin (2/0) –
Adam Brzezina (30/10),
Lukáš Černín (11/0),
Jaroslav Černý (14/0),
Miroslav Černý (27/2),
Zdeněk Dembinný ml. (14/0),
Rostislav Duda (27/2),
Tomáš Faruga (20/0),
Libor Fryč (29/0),
Jaroslav Goj (6/1),
Tomáš Jakus (6/0),
Petr Kirschbaum (25/4),
Břetislav Kocur (2/0),
Marek Kučera (13/3),
Daniel Kutty (14/3),
Marek Látal (1/0),
Lukáš Marek (26/2),
Marek Matýsek (24/5),
Václav Pavlus (29/1),
Mike Ryneš (6/1),
Erik Szeif (14/0),
Ladislav Šulák (15/0),
Jiří Topiarz (17/1),
Přemysl Zbončák (11/1) –
trenér Zdeněk Dembinný st.

### FC Karviná
Jaroslav Čajka (7/0),
Jan Laštůvka (3/0),
Milan Miklas (22/0) –
René Benefi (22/0),
Pavel Bernatík (5/0),
Marek Bielan (23/0),
Tomáš Brázdil (17/0),
Václav Činčala (9/5),
Lumír David (1/0),
Milan Duhan (11/1),
Tomáš Franek (10/2),
David Gill (15/0),
Zdeněk Holý (30/2),
Tomáš Jakus (14/2),
Petr Janečko (10/0),
Radim Krupník (21/10),
Pavel Kubeš (13/1),
Pavel Malíř (15/1),
Michal Ondráček (7/0),
Rostislav Pikonský (24/5),
Martin Plachta (29/5),
Milan Prčík (30/5),
Roman Přibyl (10/1),
Martin Rozhon (1/0),
Kamil Štěpaník (12/0),
Aleš Vojáček (29/0),
Vladimír Volný (20/2) –
trenér Lubomír Vašek

### SK LeRK Prostějov
Tomáš Kovář (21/0),
Aleš Slanina (5/0),
Martin Trančík (3/0),
Jan Zubík (2/0) –
Libor Baláž (21/2),
Vladimír Bárta (12/0),
Miroslav Boniatti (9/0),
Martin Bořil (3/0),
Milan Boušek (16/0),
Jiří Bureš (26/2),
Tomáš Cigánek (14/0),
Radek Drulák ml. (21/8),
Jiří Gába (27/1),
Radan Grigarčík (6/0),
Martin Horák (26/7),
Valdemar Horváth (1/0),
Roman Juračka (6/2),
Michal Kopecký (6/0),
David Kotrys (15/0),
Aleš Látal (22/1),
Zdeněk Opravil (19/1),
Jorgos Paraskevopulos (9/0),
Tomáš Randa (26/3),
Radek Řehák (24/0),
Michal Spáčil (14/6),
Jan Stráněl (4/0),
Petr Tichý (8/0),
Marek Zatloukal (2/0),
Ivo Zbožínek (14/0),
Jiří Zbožínek (5/0),
Jan Žemlík (10/3) –
trenér Miloslav Machálek, asistent Valdemar Horváth

### FK Mladá Boleslav
Radek Cimbál (4/0),
Jiří Malík (15/0),
Martin Tomek (11/0) –
Stanislav Bejda (12/0),
Milan Bouda (22/0),
Lukáš Černín (15/0),
Václav Drobný (4/0),
Marian Dudka (4/0),
Tomáš Havlíček (6/0),
Josef Hyka (22/0),
Luděk Jón (1/0),
Josef Just (25/1),
Marek Matějovský (2/0),
Pavel Medynský (13/0),
Martin Mikula (19/3),
František Mirabile (14/2),
Jaromír Navrátil (8/0),
Karel Pokorný (15/1),
Libor Polomský (12/7),
Petr Průcha (14/8),
Pavel Putík (6/0),
Oldřich Rek (14/4),
Petr Růžička (24/2),
Tomáš Řehoř (23/1),
Vladimír Sedláček (17/0),
Jan Skoupý (8/1),
David Sládeček (14/0),
David Václavík (1/0),
Karel Valkoun (11/3),
Aleš Vaněček (12/0),
Jaroslav Veltruský (13/0),
Karel Vokál (18/2),
Milan Vrzal (12/0),
Jan Zelenka (1/0) –
trenér Karel Stanner, asistent Jiří Plíšek

### FC Vítkovice
Jakub Kafka (29/0),
Jiří Pospěch (1/0) –
Pavel Bartoš (15/0),
Miroslav Boniatti (4/0),
Martin Černoch (15/1),
Radim Derych (23/1),
Radan Grigarčík (6/0),
Tomáš Hejdušek (8/0),
Petr Hupka (20/3),
Martin Janík (2/0),
Dejan Jovanović (4/0),
Roman Klimeš (28/1),
Radim Kohút (14/0),
Matej Krajčík (19/1),
David Langer (19/3),
Lubomír Langer (6/0),
Jaroslav Laub (15/0),
Ivan Martinčík (7/0),
František Metelka (14/1),
Leoš Mitas (27/1),
Vítězslav Mooc (30/1),
Ivo Müller (10/1),
Lubomír Němec (3/0),
Miroslav Paták (23/3),
Pavel Patrman (1/0),
Radek Pilař (3/0),
Radovan Síč (2/0),
Milan Soták (9/0),
Daniel Tchuř (17/1),
Martin Třasák (6/0),
Petr Vybíral (27/4) –
trenér Martin Pulpit, asistent Jaroslav Pindor

### SK Tatran Poštorná
David Galla (30/0/2) –
Tomáš Abrahám (27/2),
Vítězslav Blaha (6/0),
Vladimír Blüml (14/2),
Jan Brendl (13/1),
Róbert Búzek (8/0),
Ivo Čermák (8/0),
Ivan Dvořák (29/4),
Václav Dvořák (26/3),
Marek Endl (29/0),
Radek Hrdina (1/0),
Lukáš Jiříkovský (24/3),
David Kallus (2/0),
Martin Kalvoda (27/3),
Tomáš Kounovský (11/0),
Přemysl Kovář (25/5),
Lukáš Kozubík (8/0),
František Myslík (11/0),
Marián Palát (15/0),
Eduard Polášek (10/1),
Miroslav Prchlý (27/2),
Stanislav Purkart (8/4),
Kamil Tobiáš (14/0),
Vladimír Veselý (15/0),
Igor Vymyslický (17/0) –
trenér Radek Rabušic, asistent Jiří Tichý

### FK VP Frýdek-Místek
Vladimír Hranoš (5/0),
Petr Jursa (18/0),
Jiří Maléř (7/0) –
Petr Bialek (15/0),
Ladislav Bohdal (5/1),
Petr Faldyna (9/0),
David Gill (5/0),
David Grygar (24/1),
Petr Halama (1/0),
Roman Hradil (2/0),
Michal Chlebek (22/3),
Libor Ječmének (29/1),
Stanislav Klocek (1/0),
Jiří Kmínek (14/2),
Roman Konečný (8/0),
Radomír Korytář (10/1),
Kamil Kořínek (28/5),
Petr Kořínek (13/0),
Pavel Král (2/0),
Vladimír Machura (2/0),
Jiří Mohyla (20/1),
Filip Mrhálek (25/1),
Martin Oborný (18/0),
Karel Orel (28/3),
Kamil Petrovič (3/1),
Michal Pokluda (9/0),
Tomáš Slanina (11/0),
Ivo Somr (24/0),
Svatopluk Spáčil (11/1),
Jiří Útrata (1/0),
Roman Vojvodík (11/1),
Lukáš Zdražil (13/1),
Marek Zeman (1/0),
Jan Žižka (14/1) –
trenér Ján Barčák, asistent Pavel Smetana